# کلیسای شوغاکات
کلیسای شوغاکات (به ارمنی: Շողակաթ եկեղեցի) یک کلیسا حواری ارمنی واقع در ارمنستان می‌باشد. ساخت و ساز این ساختمان ۱۶۹۴ به پایان رسید. این بنا به سبک معماری ارمنی طراحی شده‌است. نام این کلیسا در زبان ارمنی به معنای قطره نور است. این کلیسا در واغارشاپات استان آرماویر واقع شده‌است. این کلیسا بنا بر روایت‌های تاریخی محل کشته شدن چند تن از راهبه‌های است که در پی سنت گایانه و سنت ریسپیمه بوده‌اند. تاریخ کشته شدن این راهبه‌ها در سال‌های آغازین تغییر کیش کشور ارمنستان ذکر شده‌است.
در دیوار جنوبی این کلیسا محراب قرار دارد که در پایان، این دیوار به رواق ختم می‌شود.

## نگارخانه

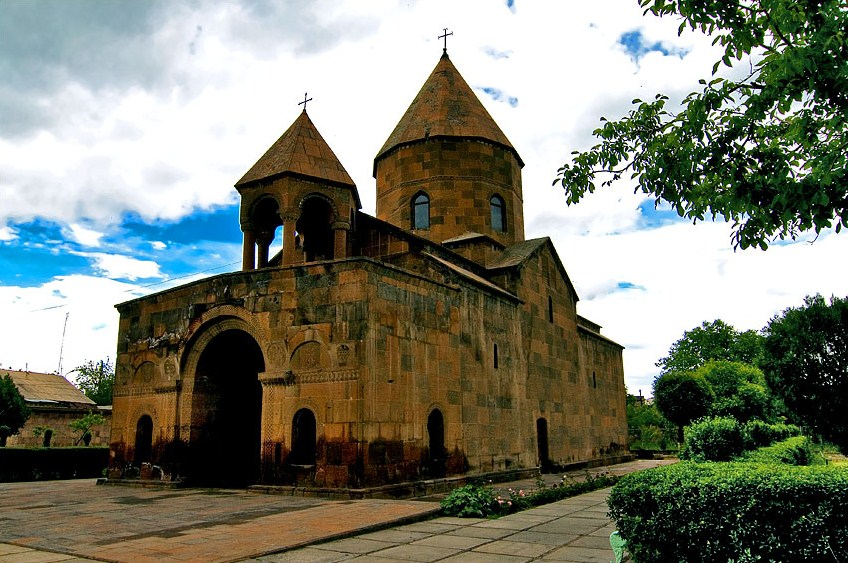
کلیسای شوغاکات در ماه مه ۲۰۰۸
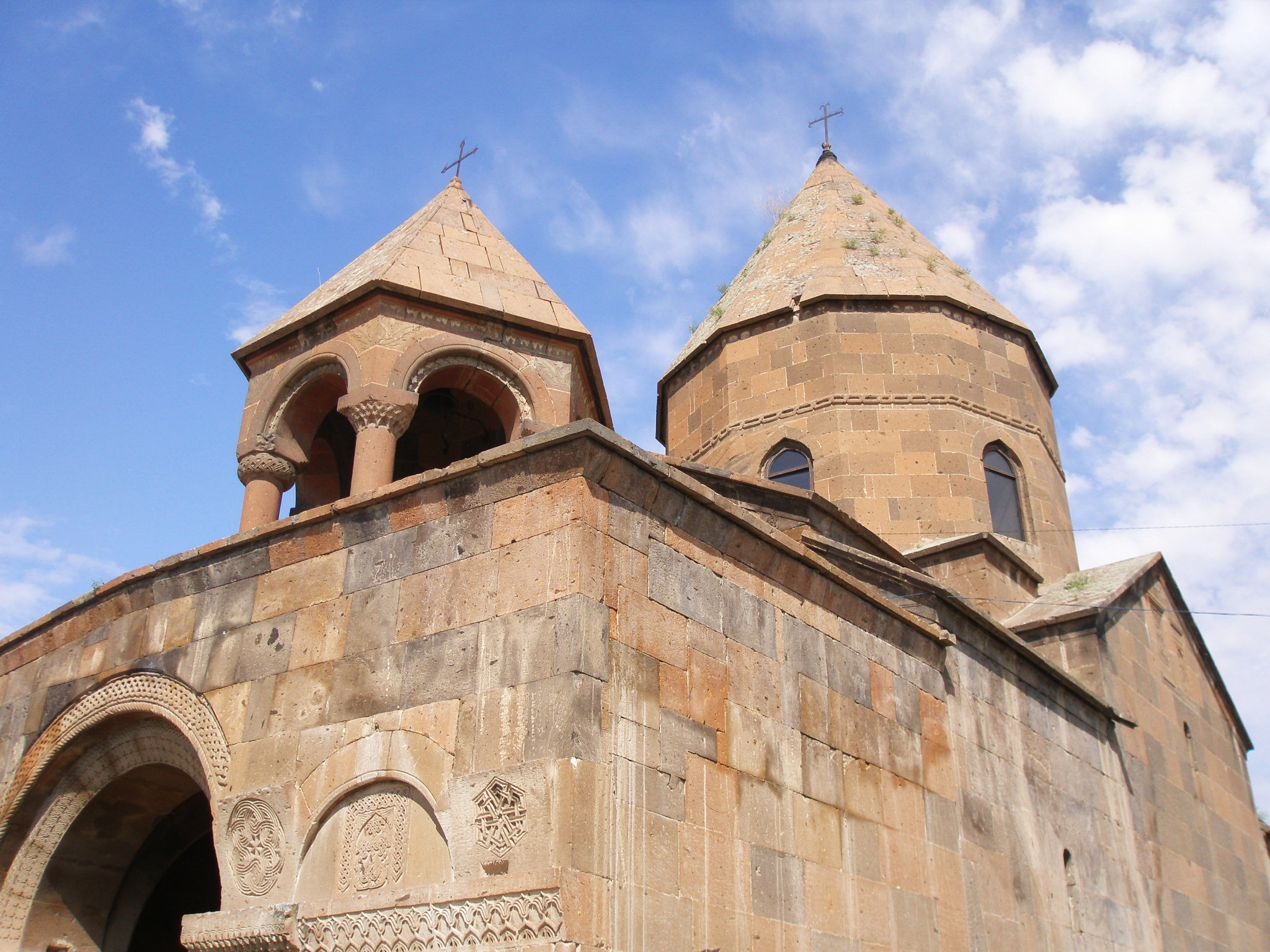
نمای از گنبد و برنج ناقوس کلیسا
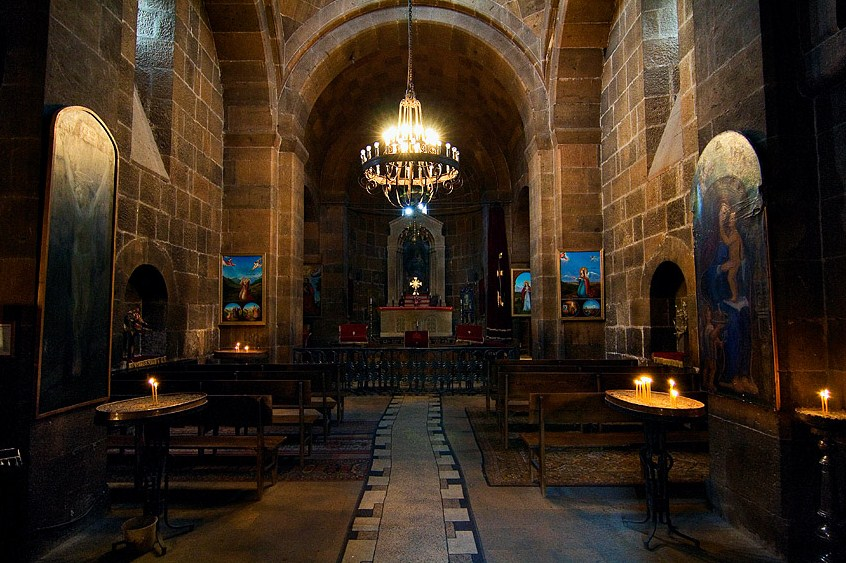
سرسرای کلیسا
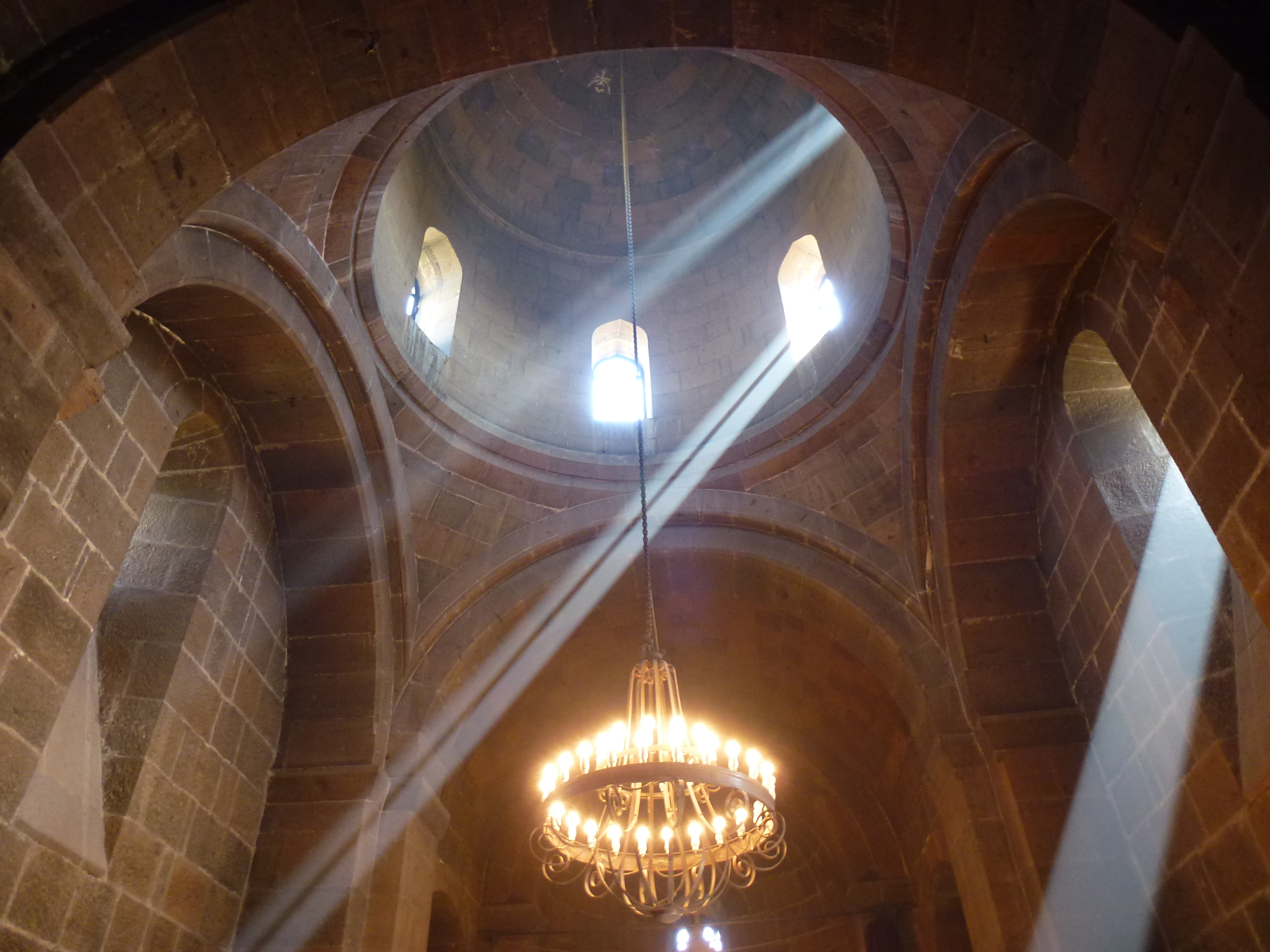
نمای از گنبد کلیسا از درون سرسرا